# 武當虹少年

## 人物介紹
| 角色     | 介紹 |
| 朱焰     | 個性較為潑辣，做事積極有自信，喜歡金陽，代表色為紅色，第二個元力覺醒的人。武功:太極焚天訣。口頭禪:小心姐的拳頭！外型:紅髮單馬尾。星座傾向:牡羊座                                              |
| 沐橙     | 溫柔坦率，懂得行雲佈雨，且說話細聲細氣，最喜歡吃東西，代表色為橙色，最先元力覺醒的人。武功:符咒。 口頭禪:輸了要請我吃糖喔！外型:橘髮及肩，公主頭雙馬尾。星座傾向:金牛座                       |
| 金陽     | 男主角，是最晚元力覺醒的人也是武當七少年中悟性最高的，開朗活潑，但有時卻不太穩定，喜歡朱焰，代表色為黃色，武功:魚竿輕功。口頭禪:我是道家第一天才！外型:刺蝟頭。星座傾向:雙子座                |
| 綠柳     | 與青繪為雙胞胎姊弟，擅長治癒術，代表色為綠色。第五個元力覺醒的人。武功:治癒術。外型:綠髮低雙馬尾。 星座傾向:處女座                                                                            |
| 青繪     | 與綠柳為雙胞胎姊弟，喜歡畫畫，能把畫出來的東西變成真的，有點自卑卻愛恨分明，代表色為青色，第六個元力覺醒的人。武功:虛像成真。外型:青髮有微捲，戴太極符號的貝雷帽。星座傾向:天蠍座             |
| 藍岳     | 頭腦好，懂科學，是武當七少年中最穩重冷靜的人，被紫璐暗戀，代表色為藍色，第三個元力覺醒的人。武功:元力槍。口頭禪:讓我好好想想....外型:藍色直髮，有瀏海，戴眼鏡。星座傾向:摩羯座                |
| 紫璐     | 說服力極佳，在語言方面也特別的好，卻傲慢高貴，是大班長，喜歡藍岳，代表色為紫色，第四個元力覺醒的人。武功:太極御心訣。口頭禪:不知道行不行，但是我盡力...外型:紫色短髮，戴髮箍。星座傾向:獅子座 |
| 影山尊者 | 大反派，靜虛道長的死對頭。外型:銀白色短髮及肩 |
| 飛影     | 長得很像填充玩具的動物，經常擔任為影山尊者報信的人，後來被影山尊者丟進黑洞。 |
| 極影     | 本為真武大帝座下的守衛，卻棄明投暗，經常與詭影較勁。後來被沈算之打敗並被真武大帝降伏。外型:銀黃色短髮刺蝟頭，高大魁梧。                                                                       |
| 詭影     | 無臉男，經常與極影較勁，擅長幻變之法，後來被亞莉老師降伏。外型:摘下面具還是無臉男，瘦瘦高高。                                                                                                 |
| 茜林     | 本為太極學園的音樂老師，卻被蛇精附身，加入影山集團，後來被沈算之和亞莉打敗。外型:褐色長髮披肩，紅色洋裝。                                                                                     |
| 沈算之   | 太極學園的易經八卦之術的老師，道行也很高。外型:褐髮刺蝟頭 |
| 亞莉     | 太極學園教導主任，被金陽戲稱鴨梨老師。外型:金髮包頭，著體育服裝 |
| 靜虛     | 原型為太上老君，太極學園的校長，影山尊者的死對頭。外型:白髮公主包頭，活像老神仙。 |
| 東尼     | 沒有元力卻熱愛中國武術的外國小孩，經常一個人獨自在武當山上練太極拳。外型:黑色超捲髮，低單馬尾。                                                                                               |